# Carlo Mercati
Carlo Mercati (Città di Castello, 19 maggio 1976) è un canoista italiano, specialità K1 discesa fluviale.
Campione del mondo nel 2004 a Garmisch-Partenkirchen, gareggia per il Gruppo Sportivo Forestale. Ha concluso la sua carriera agonistica a novembre 2009.

## Carriera

### Gli esordi
Inizia ad andare in canoa all'età di 9 anni presso il Canoa Club Città di Castello (C.C.C.C.) con il quale gareggia fino al 2000, anno in cui passa a far parte del Gruppo Sportivo Forestale, dopo una parentesi nel 1996 nel gruppo sportivo della Marina Militare.
Con il Canoa Club Città di Castello vince quattro titoli di Campione d'Italia nelle categorie giovanili di cui quello singolo del 1994 che gli permette di partecipare al campionato del mondo juniores nel Wisconsin (Stati Uniti d'America).

### I successi con la nazionale
Dal 1995 fa parte stabilmente della squadra nazionale seniores partecipando a sette edizioni di Campionati del Mondo, a sette di Campionati Europei e a tredici di Coppa del Mondo.
In Valsesia conquista sia la prima medaglia (bronzo) (nel 1996), sia la prima vittoria (nel 1997) in una gara di Coppa del Mondo. Entrambe erano gare sprint.
In Coppa del Mondo ha vinto tre ori, due argenti e sette bronzi conquistando inoltre il terzo posto nella classifica finale dell'edizione del 1999 svoltasi completamente in Nuova Zelanda.
Nei Campionati Europei il bilancio parla di quattro argenti e tre bronzi.
Ai Campionati del Mondo lo vediamo protagonista con due argenti e due bronzi nelle gare a squadre e, soprattutto, con l'oro individuale che gli vale il titolo iridato nel 2004 a Garmisch-Partenkirchen (Germania).
Inoltre ha vinto tre titoli di Campione d'Italia assoluto nelle gare individuali, due in gare a squadre, più quattro titoli nelle categorie giovanili.
È il 2004 l'anno più importante della carriera perché il 22 maggio conquista il titolo iridato nella specialità K1 classic race a Garmisch-Partenkirchen (Germania) dopo una gara perfetta nella quale si lascia alle spalle il ceko Robert Knebel e il suo compagno di squadra Robert Pontarollo.
A distanza di quindici anni dall'ultimo titolo mondiale conquistato da Marco Previde Massara(fino a quel momento unico italiano capace di vincere il titolo iridato nel K1), riesce nell'impresa di portare a casa il prestigioso alloro.
Nello stesso anno vince anche una gara di Coppa del Mondo a Karlovy Vary (Rep. Ceca), i pre-campionati europei a Chalaux (Francia) e i Campionati Italiani sul fiume Adda
Nel 2007 ai Campionati Europei a Bihać (Bosnia-Erzegovina), nel giorno del suo 31º compleanno, raggiunge le 100 presenze complessive con la squadra nazionale senior.
Nel 2009, dopo un anno di stop dovuto a problemi fisici, ritorna alle competizioni conquistando il titolo di Campione d'Italia nel K1 classic che gli permette di partecipare ai Campionati Europei in Valtellina (Italia) dove si piazza al sesto posto nel K1 classic race e conquista una medaglia di bronzo nel K1 sprint team race insieme ai compagni di squadra Mariano Bifano e Andrea Marai. Grazie a questi risultati ha preso parte alla Coppa del Mondo che si è disputata interamente in Tasmania (Australia) dove si classifica al 15º posto nella classifica finale.
Il 7 novembre 2009 nel Cataract Gorge a Launceston (Tasmania) disputa la sua ultima gara perché, dopo un lungo periodo di riflessione, il 21 marzo 2010 dà l'annuncio ufficiale del suo ritiro dalle competizioni, dopo aver disputato ben 115 gare (100 singole e 15 a squadre) con la nazionale italiana.

## Palmarès
- Campionati mondiali 
  - 1998: 3° a Garmisch-Partenkirchen (Germania) in K1 team
  - 2002: 2° in ValSesia (Italia) in K1 team
  - 2004: 1° a Garmisch-Partenkirchen (Germania) in K1 classic
  - 2004: 3° a Garmisch-Partenkirchen (Germania) in K1 team
  - 2006: 2° a Karlovy Vary (rep. Ceca) in K1 team
- Campionati europei 
  - 1997: 2° a Bourg st. Maurice (Francia) in K1 team
  - 1999: 2° a Kobarid-Soca (Slovenia) in K1 team
  - 2001: 3° in ValSesia (Italia) in K1 team
  - 2003: 2° a Karlovy Vary (rep. Ceca) in K1 team
  - 2005: 3° a Chalaux (Francia) in K1 sprint
  - 2005: 2° a Chalaux (Francia) in K1 team
  - 2009: 3° in Valtellina (Italia) in K1 sprint team
- Coppa del Mondo
  - 1996: 3° nella 4ª prova in ValSesia (Italia) in K1 sprint
  - 1997: 1° nella 6ª prova in ValSesia (Italia) in K1 sprint
  - 1998: 3° nella 3ª prova a Muotathal (Svizzera) in K1 sprint
  - 1999: 3° nella 1ª prova a Tongariro Bolder Reach (Nuova Zelanda) in K1 classic
  - 1999: 3° nella 2ª prova a Waikato Ngawapurua (Nuova Zelanda) in K1 sprint
  - 1999: 2° nella 3ª prova a Buller Granity (Nuova Zelanda) in K1 classic
  - 1999: 3° nella 4ª prova a Buller Granity (Nuova Zelanda) in K1 sprint
  - 1999: 3° nella classifica finale della Coppa del Mondo.
  - 2000: 2° nella 1ª prova a Karlovy Vary (rep. Ceca) in K1 sprint
  - 2002: 3° nella 1ª prova a Trovo ob Soci-Soca (Slovenia) in K1 classic
  - 2003: 1° nella 6ª prova a UpperKern river (USA) in K1 sprint
  - 2004: 1° nella 4ª prova a Karlovy Vary (rep. Ceca) in K1 sprint
- Campionati italiani
  - 1991: 1° in K1 team cat. Ragazzi (con Canoa Club Città di Castello)
  - 1992: 1° in K1 team cat. Ragazzi (con Canoa Club Città di Castello)
  - 1993: 1° in K1 team cat. Juniores (con Canoa Club Città di Castello)
  - 1994: 1° in K1 classic cat. Juniores
  - 1996: 1° in C2 team (con Marina Militare)
  - 1999: 1° in K1 classic
  - 2004: 1° in K1 classic
  - 2004: 1° in K1 team (con Corpo Forestale dello Stato)
  - 2009: 1° in K1 classic
- Gare internazionali
  - 1994: 1° nella Gara Internazionale junior a Tiroler Ache (Germania) in K1 classic
  - 1999: 3° ai Pre-Campionati del Mondo a Treignac (Francia) in K1 team
  - 2004: 1° ai Pre-Campionati europei a Chalaux (Francia) in K1 classic